# Сибирь (Архангельская область)
Сибирь — деревня в Няндомском районе Архангельской области Российской Федерации. Входит в состав Шалакушского сельского поселения.

## География
Деревня Сибирь находится к югу Шалакуши. К северу от Сибири находится железнодорожный разъезд Междудворье, к югу — посёлок железнодорожной станции Лельма.

## Население
| 2002 | 2010 | 2012 |
| ---- | ---- | ---- |
| 6    | ↗7   | ↘4   |